# Monster on the Campus
Monster on the Campus (alte denumiri Monster in the Night sau Stranger on the Campus) este un film SF american din 1959 regizat de Jack Arnold după un scenariu de David Duncan. În rolurile principale joacă actorii Arthur Franz, Joanna Cook Moore. A fost ultimul film SF de groază cu monștri al celor de la Universal înainte de lansarea peliculei Island of Terror (1966).

## Actori
- Arthur Franz ca Prof. Donald Blake
- Eddie Parker ca Prof. Donald Blake și ca un monstru
- Joanna Moore ca Madeline Howard
- Judson Pratt ca Lt. Mike Stevens
- Nancy Walters ca Sylvia Lockwood
- Troy Donahue ca Jimmy Flanders
- Phil Harvey ca Sgt. Powell
- Helen Westcott ca Sora med. Molly Riordan
- Alexander Lockwood ca  Prof. Gilbert Howard
- Whit Bissell ca  Dr. Oliver Cole
- Ross Elliott ca Sgt. Eddie Daniels
- Anne Anderson ca Student
- Louis Cavalier ca Student
- Richard H. Cutting ca Tom Edwards (Forest Ranger)
- Hank Patterson ca Townsend (Night Watchman)
- Ronnie Rondell Jr. ca Student